# Gimsøya

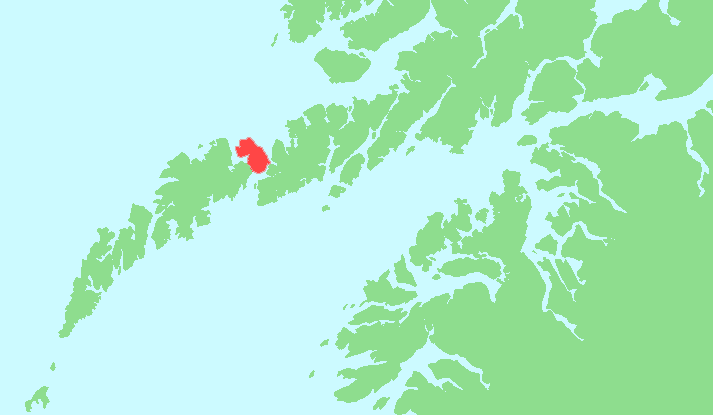

Gimsøya es una isla en el municipio de Vågan en el condado de Nordland, Noruega. Gimsøya está situada entre las islas de Austvågøya y Vestvågøya en el archipiélago de Lofoten. La isla, de 46,4 kilómetros cuadrados, tenía una población (2016) de 181 habitantes.
La autopista europea E10 pasa por Gimsøya y une la isla con Austvågøya por el puente de Gimsøystraumen y con la isla de Vestvågøya por el puente de Sundklakkstraumen. Los principales centros de población de Gimsøya son Vinje (donde se encuentra la escuela primaria de Gimsøy), Hov (donde se encuentra el campo de golf), Hovsund (donde se encuentra el puerto deportivo y la fábrica de pescado abandonada), Barstrand (donde se encuentra alguna industria pesquera), Gimsøysand (donde se encuentra la iglesia de Gimsøy) y Årrstranda.
Históricamente, la isla constituía una gran parte de la antigua Municipalidad de Gimsøy que existió desde 1856 hasta su disolución en 1964.

## Geografía
La parte sur y este de Gimsøya es montañosa. El punto más alto es el Bardstrandfjellet, de 767 metros de altura. En el norte y el oeste, la isla es plana y pantanosa, con la excepción de la montaña Hoven de 368 metros de altura. Hay grandes zonas protegidas en Gimsøya relacionadas con la fauna y la avifauna. La "reserva natural de los pantanos de Gimsøy" (Gimsøymyrene naturreservat) está situada en la isla.